# Président
Président — французский бренд молочных продуктов, принадлежащий компании Lactalis из Лаваля (Майен). Бренд был создан в 1933 году Андре Бенье. Он используется для производства сливочного масла и ряда промышленно производимых версий традиционного сыра.

## История
Бренд Président был создан в 1933 году Андре Бенье, который к тому времени уже был ведущей фигурой во французском молочном бизнесе. Объясняя французский контекст названия, Бенье объяснил, что «Франция — это страна президентов, каждый является президентом: клуба рыбаков, боулеров, ветеранов» (фр. La France est le pays des Présidents, tout le monde est président! De l'association de pêche, des boulistes, des anciens combattants). Президентское правление также пользовалось более заметным значением во Франции после возвращения к власти в качестве президента в 1958 году ведущего президента Шарля де Голля.

### Даты
- 1968: Запуск Président Camembert[6].
- 1972: Запуск Président Coulommiers[7].
- 1972: Запуск Président Butter.
- 1975: Запуск Président Brie.
- 1991: Запуск Président Emmental.
- 1993: Président продаёт свой миллиардный камамбер.
- 1995: Запуск бренда Président в Германии[8] и США[9][10].
- 1999: Запуск сыра-спагетти[11] на основе камамбера и эмменталя Président.
- 2003: Запуск Président Mozzarella и Président Fresh Goat Cheese.
- 2006: Запуск Président Cantal.